# Gänserndorf (distrikt)
Gänserndorf är ett distrikt i det österrikiska förbundslandet Niederösterreich. Det gränsar i öster till Slovakien och har i nordöst en kort gräns mot Tjeckien. 
Det består av följande städer, köpingar och kommuner (totalt 44 stycken):

Kommunerna i distriktet Gänserndorf

Städer

- Deutsch-Wagram
- Gänserndorf
- Groß-Enzersdorf
- Marchegg
- Zistersdorf

Köpingar

- Angern an der March
- Auersthal
- Bad Pirawarth
- Drösing
- Dürnkrut
- Ebenthal
- Eckartsau
- Engelhartstetten
- Groß-Schweinbarth
- Hohenau an der March
- Hohenruppersdorf
- Jedenspeigen
- Lassee
- Leopoldsdorf im Marchfeld
- Matzen-Raggendorf
- Neusiedl an der Zaya
- Obersiebenbrunn
- Orth an der Donau
- Palterndorf-Dobermannsdorf
- Prottes
- Ringelsdorf-Niederabsdorf
- Schönkirchen-Reyersdorf
- Spannberg
- Strasshof an der Nordbahn
- Sulz im Weinviertel
- Weikendorf

Landskommuner

- Aderklaa
- Andlersdorf
- Glinzendorf
- Großhofen
- Haringsee
- Hauskirchen
- Mannsdorf an der Donau
- Markgrafneusiedl
- Parbasdorf
- Raasdorf
- Untersiebenbrunn
- Velm-Götzendorf
- Weiden an der March